# Иларион (Писарец)
Иеромонах Иларион (в миру Иларион Павлович Писарец; 1871, село Собичево, Глуховский уезд, Черниговская губерния — 3 декабря 1937, полигон Бутово Московская область) — священнослужитель Русской православной церкви, канонизированный в лике преподобномучеников (2000).
Родился в семье крестьянина.

## Священник
В возрасте 22 лет поступил послушником в Глинскую Рождество-Богородскую пустынь в Курской губернии, где принял монашеский постриг.
В 1914 году был рукоположён в сан иеромонаха; с 1914 по 1927 годы служил в Донском монастыре Москвы.
В 1927 году по прошению прихожан Христорождественской церкви села Рождество (ныне Наро-Фоминского района Московской области), где не было в то время священника, был направлен служить в этот храм.
Помимо богослужений, отец Иларион ходил по домам прихожан и совершал молебны, крестные ходы и даже перепись населения, чтобы знать, сколько у него верующих в приходе.

## Первый арест
В 1933 году был первый раз арестован, но через 5 дней отпущен.

### Второй арест и казнь
15 октября 1937 года председатель сельского совета села Рождество направил заявление в органы НКВД, в котором сообщалось о том, что на праздник Покров «по домам с молебнами ходил рождественский поп, не имея на это разрешения…Со стороны попа и ранее были нарушения…он собирал подписи верующих, просим принять соответствующие меры».
26 ноября 1937 года иеромонах Иларион был арестован и заключен в Таганскую тюрьму в Москве. На следствии он категорически отверг все предъявленные ему обвинения.
Иеромонах Иларион расстрелян 3 декабря 1937 года на Бутовском полигоне по приговору тройки УНКВД по Московской области от 29 ноября 1937 года.

## Канонизация
Причислен к лику святых новомучеников и исповедников Российских Архиерейским собором Русской православной церкви 20 августа 2000 для общецерковного почитания.

## Православная гимнография
- Тропарь, глас 1

Верный ученик Христа даже до смерти быв,
преподобномучениче Иларионе приснопамятне,
подвиги бо поста и кровию мучений,
землю Русскую освятил еси:
Темже и мы, чада твоя, любовию вопием ти:
слава Давшему ти крепость,
слава Венчавшему тя,
слава Прославльшему тя с новомученики Российскими.
.
- Кондак, глас 3

Мирскаго мятежа удалився,
добре Богу послужил еси,
во дни же гонений на Церковь Русскую,
кровь твою за Христа пролиял еси,
и страданьми твоими землю нашу обагрил еси.
Темже молися, преподобномучениче Иларионе,
сохранитися ей в Православии и благочестии.
до скончания века.
.
- Молитва:

О, священная и многострадальная главо, преподобномучениче Иларионе приснопамятне, воине Христов добропобедный, Православныя Русския Церкве сыне верный! Ты, первее труды постническими душу твою очистив, демонская ополчения посрамил еси, в годину же безбожных гонений терпением мужески облеклся еси и, яко жертва непорочная и благоприятная, за грехи народа нашего Богу принеслся еси, тем же, яко благий раб и верный, в радость Господа твоего вшел еси.
О, преподобне и достохвальне страдальче, не остави ныне и нас, сродник твоих, благодарною любовию подвиг твой почитающих и заступления твоего просящих. Моли тепле Всеблагаго Господа нашего Иисуса Христа, да утвердит в Православии до скончания века Церковь нашу, Отечество и люди, да сохранит обители монашеския, верныя обетом иноческим, да дарует нам покаяние и прощение грехов и да поможет во всяцем чине и звании Ему угождати и во всех обстояниих на Него Единаго уповати. Емуже подобает всякая слава, честь и поклонение со Отцем и Святым Духом ныне и присно и во веки веков. Аминь.

## Дни памяти и иконы
День мученической кончины — 3 декабря;
В составе Собора Новомучеников и Исповедников Верейских и Наро-Фоминских — 28 декабря;
В составе Собора Новомучеников и Исповедников Российских — 7 февраля;
В составе Собора Бутовских новомучеников — 4-я суббота по Пасхе.